# Фридрих, Мануэль
Мануэ́ль Фри́дрих (нем. Manuel Friedrich; 13 сентября 1979, Бад-Кройцнах, Рейнланд-Пфальц, ФРГ) — немецкий футболист, защитник.

## Клубная карьера
Первый профессиональный контракт подписал летом 1999 года с «Майнцем». Дебютировал за клуб, который тогда принимал участие во второй Бундеслиге, 26 февраля 2000 года в домашнем поединке против «Энерги». В своём первом сезоне провёл всего пять матчей, но в последующих двух был всегда игроком основного состава. Всего за 3 сезона в «Майнце» сыграл 63 игры и забил 8 мячей.
Летом 2002 года Мануэль подписал контракт с клубом Бундеслиги — с бременским «Вердером». Но за два сезона, Мануэль сыграл всего лишь один матч — 23 августа 2003 года против «Шальке 04». Также в том сезоне он сыграл 13 матчей за вторую команду «Вердера».
В январе 2004 года Мануэль вернулся в «Майнц» и сыграл 17 матчей во второй бундеслиге того сезона. По его итогам «Майнц» занял третье место и вышел в Бундеслигу. В следующих двух сезонах бундеслиги Фридрих сыграл 67 матчей из 68, забив в общей сложности 4 мяча.
С 2007 года по 2013 года выступал за леверкузенский «Байер». После окончания контракта поддерживал форму с «Рот-Вайссом». 20 ноября 2013 года подписал контракт до конца сезона с дортмундской «Боруссией». Фридрих хорошо знаком главному тренеру дортмундского клуба Юргену Клоппу по совместной работе в «Майнце» и тот вынужденно пригласил его в связи с травмами основных защитников команды.
В апреле 2014 года завершил карьеру игрока, но летом того же года решил возобновить карьеру и подписал контракт с индийским клубом «Мумбаи Сити».

## Карьера в сборной
В марте 2006 года был призван в сборную для товарищеского матча против команды США. Это был первый вызов в сборную игрока «Майнца», однако участие в матче Мануэль не принял. Также он не вошёл в список тех, кто был в заявке сборной на Чемпионате мира 2006 года. 16 августа 2006 года Мануэль дебютировал в сборной в матче против Швеции.